# Chelan (Washington)
Chelan es una ciudad ubicada en el condado de Chelan en el estado estadounidense de Washington. En el año 2000 tenía una población de 3522 habitantes y una densidad poblacional de 360,6 personas por km². Se encuentra junto al río Columbia.

## Geografía
Chelan se encuentra ubicada en las coordenadas 47°50′34″N 120°1′17″O / 47.84278, -120.02139.

## Demografía
Según la Oficina del Censo en 2000 los ingresos medios por hogar en la localidad eran de $28.047, y los ingresos medios por familia eran $33.662. Los hombres tenían unos ingresos medios de $31.900 frente a los $21.397 para las mujeres. La renta per cápita para la localidad era de $16.511. Alrededor del 20,9% de la población estaban por debajo del umbral de pobreza.